# Sarah Koenig
Sarah Koenig, född 9 juli 1969 i New York, är en amerikansk journalist och radiopersonlighet. Hon var tidigare producent för TV- och radioprogrammet This American Life och gick sedan vidare till att bli programledare och exekutiv producent för podcasten Serial.
År 2015 listade Time henne som en av världens 100 mest inflytelserika personer.